# San Pablo de Ordal
San Pablo de Ordal (en catalán y oficialmente Sant Pau d'Ordal) es una localidad y capital municipal de Subirats, en la comarca del Alto Panadés, provincia de Barcelona, en Cataluña, España. 

## Toponimia
El nombre del pueblo se debe a su iglesia, que está dedicada a San Pablo y está ubicada en Ordal.

## Historia
En el año 1059 ya existía su iglesia, que dependía de los señores del castillo de Subirats. Estos, en el año 1095, la cedieron al monasterio de San Sebastián dels Gorgs.
Desde ese momento formó una cuadra que fue de dominio del Monasterio de San Sebastián dels Gorgs, y más tarde del de Montserrat, hasta que a principios del siglo actual se fusionó con el término de Subirats, del que ya dependía originariamente.

## Fiestas locales
- Fiesta de la cosecha de la uva.
- Mercado del Melocotón de Ordal durante los fines de semana de junio, julio y agosto.[3]

## Lugares de interés
- Parroquia románica de San Pablo de Ordal (siglo XII).[4]